# Cypress Hill (album)
Cypress Hill – pierwszy oficjalnie wydany w 1991 roku album grupy Cypress Hill.

## Lista utworów
1. "Pigs"
2. "How I Could Just Kill A Man"
3. "Hand on the Pump"
4. "Hole in the Head"
5. "Ultraviolet Dreams"
6. "Light Another"
7. "The Phuncky Feel One"
8. "Break It Up"
9. "Real Estate"
10. "Stoned Is The Way Of The Walk"
11. "Psycobetabuckdown"
12. "Something For The Blunted"
13. "Latin Lingo"
14. "The Funky Cypress Hill shit"
15. "Tres Equis"
16. "Born To Get Busy"

## Sample
Lista sampli użytych w utworach z albumu.
Pigs
- "Ali; Funky Thing" - Chuck Cornish

How I Could Just Kill a Man
- "Tramp" - Lowell Fulsom
- "Midnight Theme" - Manzel
- "Come on In" - Music Machine
- "Are You Experienced?" - Jimi Hendrix
- "Institutionalized" - Suicidal Tendencies
- "Escape-ism", "I Got Ants in My Pants", & "I Got to Move" - James Brown

Hand on the Pump
- "Duke of Earl" - Gene Chandler
- "Shotgun" - Junior Walker & the All Stars

Hole in the Head
- "The Bird" - Jimmy McGriff

Ultraviolet Dreams
- "Tom Cat" - Muddy Waters

Light Another
- "Good Times" - Kool & the Gang

The Phuncky Feel One
- "More Peas" - the J.B.'s
- "Hector" - Village Callers
- "Look Ka Py Py" - the Meters
- "Give it Up" - Kool & the Gang
- "La Di Da La Di Day" - the J.B.'s
- "Blues and Pants" - James Brown
- "Fight the Power" - Isley Brothers
- "The Breakdown Pt I & II" - Rufus Thomas(inne języki)
- "Life is What You Make It" - Kool & the Gang

Break It Up
- "Compared to What" - Les McCann & Eddie Harris
- "Johnny Ryall" - Beastie Boys

Real Estate
- "Copy Cat" - Bar-Kays
- "Humpin'" - Bar-Kays
- "Underdog" - Sly & the Family Stone
- "Sexy Coffee Pot" - Tony Avalon & the Belairs
- "Cramp Your Style" - All the People featuring Robert Moore

Stoned Is the Way of the Walk
- "Down Here on the Ground" - Grant Green

Psycobetabuckdown
- "Foxy Lady" - Willie Hutch
- "Aquaboogie (A Psychoalphadiscobetabioaquadoloop)" - Parliament

Something for the Blunted
- "Future Shock" - Curtis Mayfield
- "Smokin Cheeba Cheeba" - Harlem Underground Band

Latin Lingo
- "Mongoose" - Elephant's Memory
- "Sing a Simple Song" - Sly & the Family Stone
- "Funky Music Sho Nuff Turns Me On" - Edwin Starr
- "A Gritty Nitty" - Pazant Brothers and the Beaufort Express

The Funky Cypress Hill Shit
- "Fencewalk" - Mandrill
- "Hector" - Village Callers
- "The New Dance Craze" - Five Stairsteps

Tres Equis
- "Sophisticated Funk" - John Roberts

Born to Get Busy
- "Bootleg" - Booker T. & the MG's

## Single z albumu
| Informacje                                                                                  |
| ------------------------------------------------------------------------------------------- |
| "The Phuncky Feel One" - Released: 11 lipca 1991 - B-side: "How I Could Just Kill A Man"    |
| "Hand On The Pump" - Released: 1991 - B-side: "Real Estate"                                 |
| "Latin Lingo" - Released: 1991 - B-side: "Stoned is the Way (Reprise)", "Hand On The Glock" |

## Album na listach
| Rok  | Album        | Listy         | Listy                  | Listy           |
| ---- | ------------ | ------------- | ---------------------- | --------------- |
| Rok  | Album        | Billboard 200 | Top R&B/Hip Hop Albums | Top Heatseekers |
| 1992 | Cypress Hill | #31           | #4                     | #5              |

## Single na listach
| Rok  | Utwór                                              | Lista             | Lista                            | Lista           | Lista                              |
| ---- | -------------------------------------------------- | ----------------- | -------------------------------- | --------------- | ---------------------------------- |
| Rok  | Utwór                                              | Billboard Hot 100 | Hot R&B/Hip-Hop Singles & Tracks | Hot Rap Singles | Hot Dance Music/Maxi-Singles Sales |
| 1992 | "Hand On The Pump"                                 | -                 | #49                              | #2              | -                                  |
| 1992 | "How I Could Just Kill A Man"                      | #77               | -                                | -               | -                                  |
| 1992 | "Latin Lingo"                                      | -                 | -                                | #12             | #44                                |
| 1992 | "The Phuncky Feel One/How I Could Just Kill A Man" | -                 | -                                | #1              | -                                  |